# 貝斯基德地區蘇哈

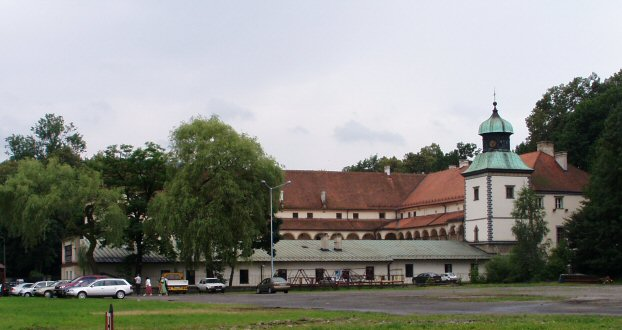

貝斯基德地區蘇哈（波蘭語：Sucha Beskidzka，波蘭語發音：[ˈsuxa bɛsˈkʲit͡ska]）是波蘭小波兰省的城鎮，位於該國南部，距離省会克拉科夫44公里，始建於1405年，面積27.46平方公里，海拔高度350米，2006年人口9,726。